# Network video recorder
Un Network Video Recorder (NVR), ossia un videoregistratore di rete, è un'apparecchiatura elettronica atta a registrare i video provenienti, per lo più, da sistemi di videosorveglianza come telecamere, dome, ecc.
I video in formato digitale, trasmessi via LAN o via web, vengono registrati su hard disk di grandi capacità.